# Cultura huarpa
Huarpa o Warpa es el nombre que se le da a una cultura preincaica ubicada en la cuenca del río Huarpa y alrededor de esta, en el actual departamento de Ayacucho, Perú. Se le define a partir de una cerámica decorada con pintura negra sobre superficie blanca y por el conjunto de sitios arqueológicos asociados con esta cerámica. 
Si bien su ubicación cronológica no está bien definida, los restos encontrados serían de los años entre el 200 a. C. al 500 d. C. aproximadamente [cita requerida]. La cultura huarpa ha sido estudiado principalmente por su relación con la posterior cultura Huari, dada la ubicación geográfica compartida y el que algunos elementos decorativos hayan sido adaptados a la iconografía huari. Más allá de esto, no se conoce bien cuáles fueron la naturaleza y los motivos de la transición entre Huarpa y Huari y lo que esto implicó para las sociedades que habitaban el área.

## Desarrollo cultural
Según el arqueólogo peruano Luis Lumbreras, uno de los principales investigadores de esta cultura, pese a que las manifestaciones culturales de Huarpa fueron más modestas en comparación con las de otras culturas contemporáneas, como la cultura moche o la cultura nazca, se logró manejar eficientemente el medio geográfico y explotar ampliamente los recursos agrícolas.
Los huarpas hicieron notables trabajos de hidráulica, primeros intentos de riego y la habilitación de tierras de cultivo con la construcción de andenes.
La mayoría de sitios huarpa son pequeñas aldeas dispersas en toda la región. El sitio huarpa más grande es Ñahuimpuquio, ubicado en el distrito ayacuchano del mismo nombre. Los restos de grandes construcciones, viviendas, plazas, corrales y acueductos parecen indicar una ocupación prolongada y que el sitio podría haber tenido una especial importancia para los habitantes de la región.

## Decadencia de la cultura huarpa
La cultura Huarpa o Warpa llega a su fin alrededor del 500 d. C. se ha pensado que cambios climáticos intensos llevan a deshabitar para siempre sus asentamientos y producir la total descomposición de la sociedad. Luis Lumbreras insiste que el deterioro se produce en una etapa de notables cambios de otros órdenes de actividad, entre ellos, el crecimiento de los asentamientos, la reducción del número de asentamientos, el paulatino abandono de la explotación agrícola y el más importante representado por la intensificación de las relaciones con las costas de Ica y Nazca, que se expresa físicamente en el desarrollo intensivo de la cerámica policroma.